# Drosera kenneallyi

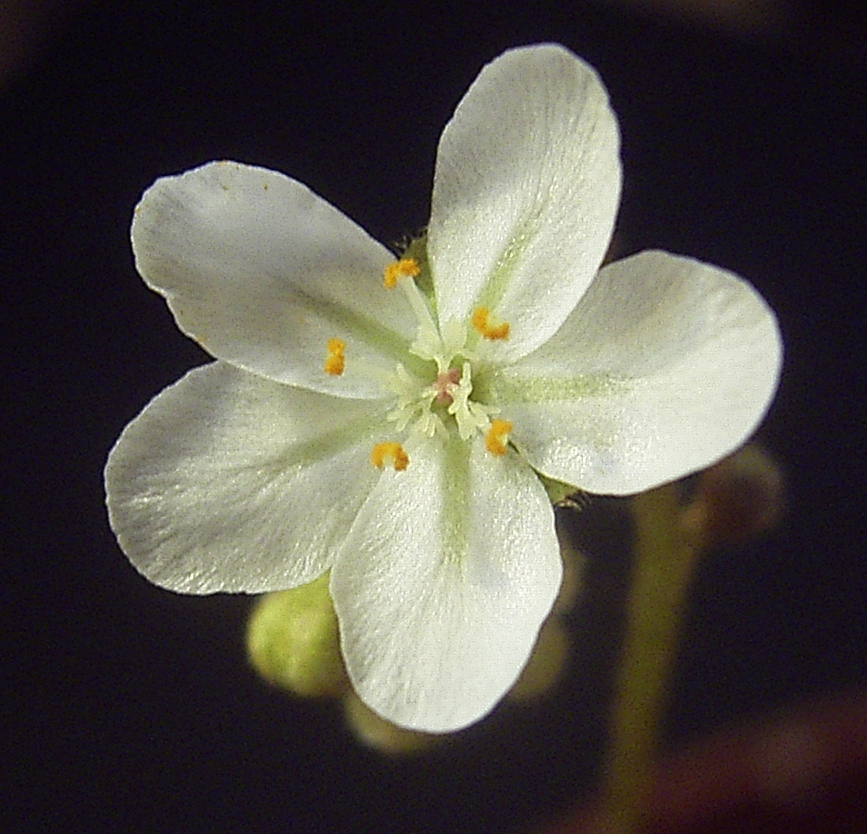
Hoa của D. kenneallyi

Drosera kenneallyi là một loài thực vật ăn thịt trong chi Drosera và là loài đặc hữu của khu vực Kimberley ở miền bắc Tây Úc. Lá của nó được sắp xếp theo dạng hình hoa thị mọc sát nhau vươn lên từ mặt đất. Cuống hình lá trồi lên từ tâm của đám lá hình hoa thị thường rộng 1,5-2,2 mm ở chỗ rộng nhất. Lá cây ăn thịt màu đỏ ở đầu mút của cuống lá đường kính từ 2–3 mm và có hình elip đến hình ovan rộng. Cụm hoa dài 12,5-20,5 cm với hoa màu trắng được tạo nên từ 10 đến 20 chùm hoa từ tháng 10 đến tháng 12.